# Clarity (álbum de Zedd)
Clarity é o álbum de estréia do DJ e produtor Zedd. Foi lançado em 02 de outubro de 2012 pela Interscope Records. Ele foi mixado em Livonia, Michigan. A edição de luxo do álbum foi lançada em 24 de setembro de 2013, precedido pelo lançamento do single "Stay the Night", com vocais de Hayley Williams do Paramore, em 10 de setembro de 2013.

## Promoção

### Singles
"Shave It" foi lançado pela Owsla como single em 4 de outubro de 2011 e como um extended play ("The Aftershaver"), incluindo remixes de Kaskade, Tommy Trash e 501, em 8 de novembro de 2011.
A faixa foi encurtada e renomeado para "Shave It Up" para inclusão no álbum. O vídeo oficial da música estreou em 1 º de novembro de 2011. Um extended mix de "Shave It Up" (que é em torno do mesmo comprimento que "Shave It") foi lançado exclusivamente no Beatport em 22 de outubro de 2012.
"Spectrum" (com Matthew Koma) é o primeiro single do álbum. Foi lançado em 4 de junho de 2012 através de Interscope Records. A canção alcançou o número um na Hot Dance músicas da Billboard Club,  e o vídeo oficial estreou em 15 de agosto de 2012. O EP, lançado em 31 de julho de 2012 , contém 7 remixes de artistas como a-Trak, Armin van Buuren, Arty, Deniz Koyu e Congorock entre outros, ao lado de uma versão acústica da faixa, uma versão estendida da faixa e colaboração de Zedd com Nicky Romero, "Human" com vocais de LIZ. Um concurso de remix foi hospedado pela Beatport, recebendo mais de 2000 inscrições. O remix vencedor foi por Shreddie Mercury, que também recebeu um lançamento oficial.
"Stache" é um single promocional do álbum. O vídeo oficial da música estreou em 2 de outubro de 2012. O extended mix foi o primeiro a ser lançado como um single exclusivo no Beatport em 9 de outubro de 2012. O vídeo em si gira em torno de um cientista estrangeiro escondido em um prédio abandonado , que está tentando terminar de criar uma bomba antimater chamado de "Clandon Particle", enquanto forças norte-americanas no país estão tentando impedi-lo de terminar. Quando ele tem que se apressar para terminar a bomba que ele ouve passos se aproximar, o cientista é obrigado a detoná-lo e explodir todo o prédio ( com ele dentro ) antes que alguém é capaz de alcançá-lo . Durante todo o vídeo, os eventos estão sendo transmitidos ao vivo na televisão; pequenos clips de todo o vídeo mostra o chefe da segurança nacional, abordando todo o país sobre os eventos como eles acontecem . Perto do final do vídeo, várias pessoas são revelados foram assistir os eventos ao vivo na televisão, todos aparentemente orgulhoso. Vocais por Lady Gaga (que Zedd abriu durante a etapa asiática de sua turnê Born This Way Ball e produzindo faixas do seu novo álbum ARTPOP) foram publicadas por ela no SoundCloud em 6 de outubro de 2012. Ela, então, pediu aos fãs para emparelhar a faixa com seus  vocais " Stache " e selecionou um vencedor.  A faixa termina com "DJ Zedd/ Anton, turn it up/ Let's party, let's get messed up"  " . Jocelyn Vena da MTV disse que o remix era um " crocante, às vezes trilha light-hearted , que apresenta Gaga sobre moagem , a produção suja da estrela EDM ".
Um extended mix diferente do álbum foi lançado exclusivamente para Beatport a cada semana, durante 8 semanas, com início em 9 de outubro de 2012 e termino em 26 de novembro de 2012. Todas as faixas foram estendidas com a exceção de "Spectrum" (que já havia lançado um extended mix) e "Hourglass".
"Clarity" (com a cantora Foxes) é o terceiro single do álbum. Foi lançado em 12 de fevereiro de 2013. Ele ganhou notoriedade depois de ter sido realizada ao lado de Alvin Risk no Late Show With David Letterman no dia 3 de janeiro de 2013. Um vídeo da música, dirigido por Jodeb foi lançado em 11 de janeiro de 2013, e atualmente tem mais de trinta milhões de visualizações no YouTube
"Codec" faz parte da trilha sonora do filme Truque de Mestre (2013). Ele também foi incluida no álbum da trilha sonora do filme.
"Stay the Night" (com Hayley Williams do Paramore) foi lançado como o primeiro single a partir da edição de luxo do álbum e o quarto single geral em 10 de setembro de 2013. A pré-visualização da canção foi carregado para o canal oficial de Zedd no VEVO em 04 de setembro de 2013 eo vídeo da música em 23 de setembro de 2013.

## Faixas
| N.º            | Título                                                               | Letras                                                         | Duração |  |
| 1.             | "Hourglass" (com participação de LIZ)                                | Anton Zaslavski, Elizabeth Nicole Abrams                       | 5:13    |  |
| 2.             | "Shave It"                                                           | Anton Zaslavski                                                | 3:10    |  |
| 3.             | "Spectrum" (com participação de Matthew Koma)                        | Anton Zaslavski, Matthew Koma                                  | 4:03    |  |
| 4.             | "Lost at Sea" (com participação de Ryan Tedder)                      | Anton Zaslavski, Ryan Tedder                                   | 3:45    |  |
| 5.             | "Clarity" (com participação de Foxes)                                | Anton Zaslavski, Mattew Koma, Porter Robinson, Holly Hafferman | 4:31    |  |
| 6.             | "Codec"                                                              | Anton Zaslavski                                                | 6:01    |  |
| 7.             | "Stache"                                                             | Anton Zaslavski                                                | 4:04    |  |
| 8.             | "Fall Into the Sky" (com participação de Luke Date & Ellie Goulding) | Anton Zaslavski, Ellie Goulding, Luke Date                     | 3:37    |  |
| 9.             | "Follow You Down" (com participação de Bright Lights)                | Anton Zaslavski, Phil Schwan, Heather Bright                   | 5:47    |  |
| 10.            | "Epos"                                                               | Anton Zaslavski                                                | 5:36    |  |
| Duração total: | Duração total:                                                       | Duração total:                                                 | 45:47   |  |

| Faixa bônus no Japão |                                                                 |         |  |
| N.º                  | Título                                                          | Duração |  |
| 11.                  | "Spectrum (Livetune Remix)" (com participação de Hatsune Miku)  | 5:57    |  |
| 12.                  | "Spectrum (Acoustic Version)" (com participação de Mattew Koma) | 1:50    |  |
| 13.                  | "Clarity (Zedd Union Remix)" (com participação de Foxes)        | 3:27    |  |

| Edição Deluxe |                                                           |         |  |
| N.º           | Título                                                    | Duração |  |
| 11.           | "Stay the Night" (com participação de Hayley Williams)    | 3:37    |  |
| 12.           | "Push Play" (por Miriam Bryant, produzido por Zedd)       | 3:37    |  |
| 13.           | "Alive (Zedd Remix)" (por Empire of the Sun)              | 3:45    |  |
| 14.           | "Breakn' a Sweat (Zedd Remix)" (por Skrillex & The Doors) | 4:33    |  |

| Edição Deluxe Target |                                                                                      |         |  |
| N.º                  | Título                                                                               | Duração |  |
| 15.                  | "Spectrum (Matthew Koma Acoustic Guitar Version)" (com participação de Matthew Koma) | 3:50    |  |
| 16.                  | "Clarity (Acoustic Version)" (com participação de Foxes)                             | 3:28    |  |
| Duração total:       | Duração total:                                                                       | 1:01:22 |  |

### Beatport-exclusive Extended Mixes
- "Stache" - 4:45
  - Released: 9 October 2012
- "Fall Into the Sky" - 4:38
  - Released: 16 October 2012
- "Shave It Up" - 4:48
  - Released: 22 October 2012
- "Lost at Sea" - 5:11
  - Released: 29 October 2012
- "Codec" - 6:54
  - Released: 5 November 2012
- "Clarity" - 5:43
  - Released: 12 November 2012
- "Epos" - 6:01
  - Released: 19 November 2012
- "Follow You Down" - 7:11
  - Released: 26 November 2012

## Paradas e posições
| País/Parada (2013–2014)                  | Melhor posição |
| ---------------------------------------- | -------------- |
| Estados Unidos (Billboard 200)           | 38             |
| Estados Unidos (Dance/Electronic Albums) | 2              |
| Estados Unidos (Digital Albums)          | 12             |
| Suécia (Sverigetopplistan)               | 41             |

## Histórico de lançamento
| País           | Data                  | Gravadora          | Formato(s)           |
| -------------- | --------------------- | ------------------ | -------------------- |
| Canadá         | 2 de outubro de 2012  | Interscope Records | Download digital     |
| Estados Unidos | 2 de outubro de 2012  | Interscope Records | Download digital     |
| Austrália      | 5 de outubro de 2012  | Interscope Records | Download digital     |
| Reino Unido    | 5 de outubro de 2012  | Polydor Records    | Download digital     |
| Reino Unido    | 8 October 2012        | Polydor Records    | CD                   |
| Canadá         | 9 de outubro de 2012  | Interscope Records | CD                   |
| Alemanha       | 9 de outubro de 2012  | Interscope Records | CD, download digital |
| Estados Unidos | 9 de outubro de 2012  | Interscope Records | CD                   |
| Austrália      | 12 de outubro de 2012 | Interscope Records | CD                   |